# El Capulín Chocolate
El Capulín Chocolate är en ort i Mexiko.   Den ligger i kommunen Marquelia och delstaten Guerrero, i den södra delen av landet, 300 km söder om huvudstaden Mexico City. El Capulín Chocolate ligger 143 meter över havet och antalet invånare är 538.
Terrängen runt El Capulín Chocolate är platt åt sydväst, men åt nordost är den kuperad. Runt El Capulín Chocolate är det ganska glesbefolkat, med 34 invånare per kvadratkilometer. Närmaste större samhälle är Marquelia, 11,0 km sydväst om El Capulín Chocolate. Omgivningarna runt El Capulín Chocolate är en mosaik av jordbruksmark och naturlig växtlighet.